# 金葉和歌集
《金葉和歌集》（日语：／ Kinyō Wakashū */?），簡稱《金葉集》，為第五本敕撰和歌集，八代集之一，在《後拾遺和歌集》之後，《詞花和歌集》之前，是平安時代後期由源俊賴奉白河院之命編寫而成。金葉一詞取自《金玉和歌集》和《萬葉集》，有匯集出色和歌的歌集的意思，也有解釋指金是讚美詞，葉是指和歌或詞語，意指匯集各種辭藻的歌集，另一方面《袋草紙》則記載由於佛在涅槃之時，世間出現金葉花雨，因此認為使用金葉一詞並不吉利。結構方面，《金葉集》分為初度本、二度本和三奏本三種版本，根據《新編國歌大觀》的底本，三個版本收錄的和歌數目分別是470首:18、665首:156，以及650首:173，並且依據《拾遺抄》來分門別類，總共十卷，分為春部、夏部、秋部、冬部、賀部、別離部、戀部上、戀部下、雜部上和雜部下，而雜部下的卷末則是連歌，也同時有收錄哀傷歌和釋教歌，而流傳最廣的則是二度本，除了源經信以外，均是堀河院和白河院時期的歌人，包括藤原公實、藤原顯季、藤原長實、藤原顯輔、藤原忠通、行尊、源顯仲、源雅光、大江匡房和祐子內親王家紀伊等等，其中較多收錄的有俊賴（35首）、經信（27首）、公實（25首）、顯季（20首）、忠通（15首）、長實（15首）和顯輔（14首），女性歌人則有皇后宮肥後（8首）、和泉式部（4首）和相模（4首）等等，這與《後拾遺集》相比，女性歌人的數目銳減。歌風方面，《金葉集》收錄了不少帶新鮮感的敘景歌，與三代集的風格迴異，相對地較接近後來的《千載和歌集》以及《新古今和歌集》，不過由於過於創新，在當時遭到藤原顯仲、藤原俊成和鴨長明等人的批評。
天治元年（1124年）4月，俊賴奉白河院的院宣開始編撰《金葉集》，並且於同年內完成，均等地收錄三代集時期以及當時歌人的作品，承襲《後拾遺和歌集》及以前的編採方針，不過白河院卻認為欠缺新意，而且收錄的和歌太過古舊，同時也有白河院不屬意的人選而被駁回，此版本即初度本。對此，俊賴一改編採方針，只採錄當代歌人的作品，並且以藤原顯季的作品為卷頭歌，首先編成的版本收錄約760首和歌，其後在三度改修後，篩選出648首和歌以及17首連歌，並且於翌年4月上奏，不過由於過於嶄新而再次被白河院駁回，這一系列的版本稱為二度本。其後，俊賴改以《拾遺和歌集》時期至當時歌人的作品為主，希望能夠平衡古今，並且以源重之的作品為卷頭歌，改編成637首和歌以及11首連歌的版本，在大治元年（1126年）年中或翌年年初上奏，即三奏本。儘管如此，由於俊賴未趕及謄寫，奏覽本也在藤原璋子手上，加上白河院和俊賴均在大治4年（1129年）死去，導致三奏本在當時未有普及，與此同時各種二度本則流入民間，尤其是正保版《二十一代集》等版本，這些版本收錄了692首和歌以及19首連歌，一直作為《金葉集》正文流傳至近代。三奏本方面，過去僅有璋子之兄三條實行曾經抄寫過的紀錄，直至松田直兄在天保9年（1838年）臨摹傳良經筆本後才公諸於世:808。
根據國文學研究資料館的日本古典籍綜合目錄數據庫記載，《金葉集》至少有288本手抄本或刊本，按《新編國歌大觀》記載分為初度本、初撰二度本系、再撰二度本系（流布版本系類、中間版本系類和精撰本系類）和三奏本，其中初度本僅存靜嘉堂文庫藏傳冷泉為相筆本，初撰二度本系則有聖母清心女子大學正宗敦夫文庫藏橋本公夏筆本以及中御門宣秀筆本等等，再撰二度本系中的流布版本系類有正保版《二十一代集》和天和版《八代集抄》本等等，中間版本系類有東洋大學藏吉田幸一舊藏傳兼好筆本、宮內廳書陵部藏傳藤原為家筆本和天理大學附屬天理圖書館藏本等等，精撰本系類則再細分為草稿本系和終稿本系，有聖母清心女子大學正宗敦夫文庫藏傳二條為明筆本（終稿本系）和尊經閣文庫藏傳二條為遠筆本等等，三奏本則有平瀨陸舊藏傳藤原良經筆本、東洋大學藏吉田幸一舊藏傳二條為遠筆本以及國立歷史民俗博物館藏高松宮舊藏本:807-811。

## 初度本
初度本或稱初奏本的存在見於《今鏡》、《增鏡》、《袋草紙》、《八雲御抄》和三奏本《金葉集》等文獻，不過彼此之間存在分歧，有些文獻記載卷頭歌的作者是紀貫之，有些則記載是三宮或三宮輔仁親王，因此雖然靜嘉堂文庫藏傳冷泉為相筆本是初度本唯一的傳本，但是仍然無法斷定它一定就是初度本。此外，雖然根據小林了可的極札記載，此版本是出自冷泉為相的手筆，不過通過仔細比較後，難以認定出自其手筆，成書時期則介乎於鎌倉時代後期至南北朝時代的最初期，推測原本分為上下兩帖，上帖便是傳冷泉為相筆本，涵蓋卷一春部至卷五賀部。此版本是長16.4厘米，寬15厘米的枡型列帖裝，銀繡飛雲和梅花紋綠色布質封面，封面背面是牡丹蔓草紋的金紙，料紙是雁皮紙，共七摺，135頁著墨，每半頁九行，詞書、歌人名和和歌大多各一行。內容方面，直至第六摺第111頁正面第三行為止為初度本正文，剩餘的則是在室町時代時從二度本增補的部分，春、秋、冬和賀部的各卷末的空白處亦有同樣筆跡的二度本和歌，總共九首，分別是二度本的第90首和第256首（春部）、第304首和第256首（秋部）、第99首和第304首（冬部），第309首、第311首和第333首（賀部），其中第256首為重複收錄。另外，在傳為相筆本的部分也有相同或稍晚時期的兩種校對，同時冬部第414首的筆跡雖然屬於同一時期，不過與其他部分略有差異。此外，在室町時代增補自二度本的和歌分別是春部12首、秋部12首、冬部9首、戀部27首、雜部32首以及其他人的和歌數首，這些和歌均沒有收錄於《新編國歌大觀》的底本內:933-934。

## 初撰二度本系（續群書類從初度本系）

### 第一類
屬於第一類的版本分別有內藤久寬氏藏傳烏丸光廣筆本、松田武夫舊藏押小路家本、宮內廳書陵部藏園林文庫舊藏本和岡田真氏舊藏本等等:65。首先，內藤久寬氏藏傳烏丸光廣筆本，為長26.6厘米，寬18.3厘米的大型蝴蝶裝，金絲紋紗質封面，其左上方是寫有「金葉和歌集」的紙題簽，封面背面以及正文料紙是鳥之子紙，前後各有一頁和兩頁白紙，119頁著墨，總共數十行，沒有奧書，成書於慶長年間（1596年至1615年），另有古筆了仲的極札記載為出自烏丸光廣的手筆，在1968年時已經下落不明:65、72-74。其次，松田武夫舊藏押小路家本，為長22厘米，寬15.7厘米的蝴蝶裝，緞質封面，料紙是鳥之子紙，每半頁十行，著墨115頁，前後各有一頁和兩頁白紙，沒有奧書，成書於江戶時代中期，在1968年時已經下落不明:65、74-75。其三，宮內廳書陵部藏園林文庫舊藏本，為書架號碼B4-48《八代集》十二冊之一，為長24.7厘米，寬17厘米的綴葉裝雙面書，花卉紋布質封面，其左上方是寫有「金葉和歌集」的白紙短冊題簽，料紙是鳥之子紙，第一頁是白紙，在第二頁的背面開始書寫，正面則是「園林文庫」的長方形朱印，114頁著墨，每半頁十行，詞書、歌人名和和歌各一行，沒有奧書，成書於江戶時代中期，總共收錄747首和歌，其中重複收錄了源俊賴的一首和歌（《新編國歌大觀》編號217:145）:75-81。最後，岡田真氏舊藏本，此版本在內容方面與園林文庫舊藏本完全相同，平澤五郎在1968年時稱此版本藏於某大學的研究室內，而聖母清心女子大學則藏有正宗甫一的臨摹本:81-86，鶴見大學則稱其藏本之一可能就是此版本，該版本有「岡田真之藏書」的蓋印，為長21.7厘米，寬15.4厘米的列帖裝，成書於江戶時代初期至中期。

### 第二類

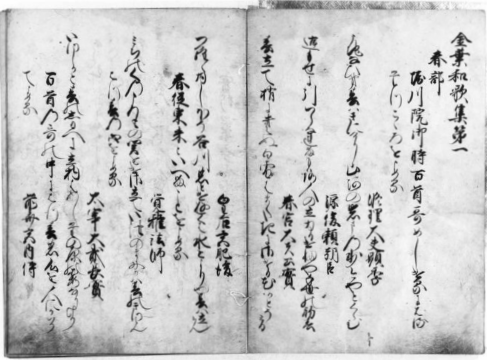
中御門宣秀筆本

屬於第二類的版本分別有中御門宣秀筆本和續群書類從初度本等等:65。首先，中御門宣秀筆本是九州大學圖書館的館藏，原本是宇土藩細川家的藏書，為長24.1厘米，寬17厘米的蝴蝶裝，金襴封面，沒有題簽，料紙是鳥之子紙，一頁白紙，115頁著墨，正文從第二頁的背面開始書寫，第一行寫有「金葉和歌集第一」，第二行則是「春部」，每半頁約三首至五首和歌，詞書、歌人名和和歌各一行，總共十行，奧書的前半部分與正文筆跡相同，後半部分則推測出自於烏丸光廣手筆，總共收錄了759首和歌，成書於室町時代後期或之後。此外，此版本亦附有一個桐箱，蓋面中央部分寫有「金葉 中御門宣秀筆」，箱蓋背面分別貼有署名牛庵和琴山的極札，以及貼有一張署名為瀧本坊法印昭乘的紙張，指出極札出自牛庵了珉，箱底則有屋代弘賢的書狀，他指出此版本為初度本，這是由於此版本與流布本、三奏本均差距甚大所致:69-72。
續群書類從初度本是《續群書類從》第十四輯上和歌部內以「初度本金葉和歌集」名義收錄的版本，為初撰二度本系中最早為人所知的版本，總共收錄724首和歌。根據烏丸光廣的奧書記載，此版本雖然手抄自中御門宣秀筆本，不過相對地缺少35首和歌，彼此之間也存在些微差異，例如缺少了卷二末段的俊賴和歌後的四首和歌，分別是藤原基俊、源有政、中納言顯隆和藤原季通的作品。卷三卷頭也缺少了三首和歌，分別是春宮大夫公實、太宰大貳長實和皇后宮美濃的作品，右兵衛督伊通的和歌之後則缺少了七首，按順序分別是藤原行盛、大納言經信、大江公資、藤原忠隆、大納言經信、法橋忠命和顯仲卿女的作品，卷三中段的大納言經信的和歌之後也缺少了八首，分別是另一首經信的作品，以及藤原有業、春宮大夫公實、皇后宮攝津、源俊賴、攝政左大臣、一宮紀伊和參議師賴的作品。卷八卷頭附近的藤原仲實的和歌後缺失了七首和歌，分別是中納言雅定、右兵衛督伊通、太宰大貳長實、權僧正永緣、隆源法師、前中宮越後和修理大夫顯季的作品，僅接的和歌的詞書前半部則來自流布本，另外尚有詠人不知的和歌之後缺少了兩首和歌（《新編國歌大觀》編號478:151），分別是另一首詠人不知以及藤原顯輔的作品，最後卷十的連歌部分，在律師慶暹的和歌之後缺少了詠人不知（《新編國歌大觀》編號663:156）、賴算法師（《新編國歌大觀》編號712:158）和成光的作品，卷末歌則省略了俊賴的名稱和詞書。儘管如此，兩個版本的歌順大致相同，差異也不算大，因此推測缺漏是由於經過多次抄寫所導致:66-68、71。

### 第三類
屬於第三類的版本分別有聖母清心女子大學正宗敦夫文庫藏橋本公夏筆本和正宗文庫藏天文四年橋本公夏筆本等等:65。首先，聖母清心女子大學正宗敦夫文庫藏橋本公夏筆本，平澤五郎稱有傳過去是桂宮家的藏書，為長26.6厘米，寬16.3厘米的袋綴，梨地草花蔓草紋封面，雖然沒有外題和題簽，但是封面右上方貼有長方形白紙，寫有「貳十八 公夏卿筆 壹冊」，推測是正宗敦夫整理圖書用的號碼，料紙是楮紙，前後各兩頁白紙，96頁著墨，內題是「金葉和歌集卷一」（如此類推），每半頁約三至四首和歌，詞書、歌人名以及和歌各—行，總共十一至十二行，而歌人名旁邊亦多有簡介，僅卷十知信朝臣的作品（《新編國歌大觀》編號706）一處有公夏的校註，推測成書於室町時代後期，總共收錄765首和歌:86-99。聖母清心女子大學則稱是長26.5厘米，寬19厘米的袋綴，前後各一頁白紙。其次，正宗文庫藏天文4年橋本公夏筆本，為長24.5厘米，寬16厘米的蝴蝶裝，梨地花卉紋布質封面，其左上方是寫有「金葉和謌集 全部」的白紙短冊題簽，封面背面撒有金箔和銀箔，料紙是厚楮紙，雙面書寫，內題是「金葉和歌集 卷第一」（如此類推），135頁著墨，前後各一頁白紙，每半頁八至九行，總共三至四首和歌，第一頁的白紙貼有琴山的極札，奧書則記載此版本是公夏在天文4年（1535年）正月上旬時書寫，並且贈予書寫山（圓教寺）的僧人祐實:99-102。

## 再撰二度本系

### 精撰本系類

#### 草稿本系（第二類和第三類）

##### 第二類

###### 第一種

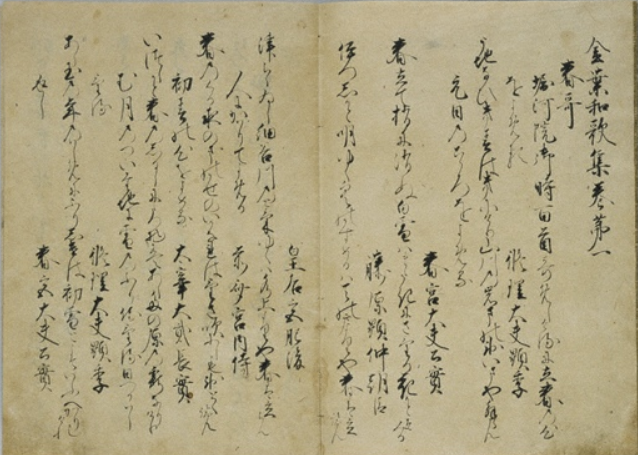
國立歷史民俗博物館藏高松宮舊藏傳飛鳥井雅教筆本

屬於第一種的版本分別有國立歷史民俗博物館藏高松宮舊藏傳飛鳥井雅教筆本、聖母清心女子大學正宗敦夫文庫藏天文十六年釋雲岑筆本、宮內廳書陵部藏二條為親筆本和梅澤紀念館藏二條為道筆本等等:8。首先，國立歷史民俗博物館藏高松宮舊藏傳飛鳥井雅教筆本，平澤五郎稱為長26.6厘米，寬17.3厘米的綴葉裝，金絲卍字駒紋刺繡藍色布質封面，封面背面是金紙布紋，料紙是鳥之子紙，前後各有一頁和兩頁白紙，101頁著墨，內題是「金葉和歌集卷第一 春哥」，僅卷四和卷七的「歌」字部分寫作「謌」字，卷五的「部」字部分則寫作「哥」，扉頁有寫上「飛鳥井殿雅教筆」的押紙，每半頁約三至四首和歌，和歌一行，總共十行，沒有奧書，成書於室町時代後期:198。國立歷史民俗博物館則認為是長24.7厘米，寬17.3厘米的的列帖裝，沒有外題，料紙是雁皮紙，詞書隔兩個空格，另有寫上「金葉和歌集」的箱子，內有分別寫上「文化九 申七月」和「飛鳥井殿雅教卿」的紙片。其次，聖母清心女子大學正宗敦夫文庫藏天文十六年釋雲岑筆本，為長25.9厘米，寬19.6厘米的袋綴，縹色封面，左上方是短冊題簽，寫在上面的文字由於破損而無法辨認，料紙是楮紙，102頁著墨，內題是「金葉和歌集卷第一 春哥」，僅卷二和卷六缺少了「第」字，同時卷六的卷名則是「離別哥」，每半頁約四至五首和歌，和歌一行，總共十行，奧書記載此版本由釋雲岑在天文16年（1547年）4月中旬抄寫而成:201-202。
其三，宮內廳書陵部藏二條為親筆本，為長22.4厘米，寬15.5厘米的綴葉裝，花卉紋金繡縹色布質封面，封面背面是淡褐色刷毛紋，料紙是斐楮交漉紙，154頁著墨，內題是「金葉和謌集第一 春哥」（如此類推），每半頁約兩至三首和歌，和歌一行，總共十行。雖然，此版本沒有奧書，但是有古筆了仲的極書和書狀以及古筆了延的書狀，指出此版本出自二條為親的手筆:209。最後，梅澤紀念館藏二條為道筆本，為長23.1厘米，寬16.5厘米的綴葉裝，縹色金繡布質封面，其左上方是寫有「金葉和哥集」的短冊題簽，封面背面是金箔和銀泥雲紋，料紙是厚斐楮交漉紙，白紙前後各一頁，132頁著墨，內題是「金葉和哥集卷第一 春哥」，其中卷六、卷八至卷十缺少了「卷」字，卷七和卷八的卷名則分別是「戀哥上」和「戀部下」，卷七同時標註了該卷有和歌71首，不過與實際收錄數目不符，每半頁約三至四首和歌，詞書、歌人名以及和歌上下句各一行，總共十一行。此版本雖然沒有奧書，但是有古筆了音的極札，指出此版本出自二條為道的手筆，外題則是由近衛前久所寫:211-212。

###### 第二種
屬於第一種的版本分別有京都大學國語國文學研究室藏手抄本、陽明文庫藏手抄八代集本（A本）、陽明文庫藏宗牧等手抄八代集本（B本）和九州大學附屬圖書館藏細川文庫八代集本等等:8。首先，京都大學國語國文學研究室藏手抄本，為長15.8厘米，寬16厘米的綴葉裝，金砂子雲紋縹色改裝封面，其左上方是寫有「金葉和歌集」的金泥梅花紋淡茶色短冊題簽，封面背面已剝落，料紙是斐楮交漉紙，127頁著墨，內題是「金葉和歌集第一」，每半頁約三至四首和歌，和歌上下句各一行，總共十至十一行，卷末則記載了各卷的歌數，奧書則大部分已經無法解讀，推測成書於室町時代中期或以後:219-220。其次，陽明文庫藏手抄八代集本（A本），為長25厘米，寬16.4厘米的綴葉裝，栗皮封面，左上方是寫有「金葉和歌集」的紫雲紋短冊題簽，料紙是鳥之子紙，白紙前後各一頁，108頁著墨，內題是「金葉和歌集卷第一 春部」，其中卷三、卷四、卷六和卷十的「和」字部分寫作「倭」，卷五和卷九則是「咊」，每半頁三至四首和歌，和歌一行，總共十行，根據奧書記載，此版本原本書寫於承安5年5月9日（1175年5月30日），其後在安元元年8月22日（1175年9月8日）又再抄寫，最後則有頓阿的署名:225。
其三，陽明文庫藏宗牧等手抄八代集本（B本），為長24.6厘米，寬16.9厘米的綴葉裝，花卉蔓草紋藍色布質封面，其左上方是寫有「金葉和歌集」的丹色短冊題簽，封面背面是布紋空押金紙，料紙是斐楮交漉紙，108頁著墨，內題是「金葉倭謌集卷第一 春」，其中卷二、卷六、卷八和卷九的「倭謌」部分寫作「和歌」，卷四為「和謌」，卷三和卷十則是「倭歌」，扉頁背面也寫有各卷的名稱，每半頁約三至四首和歌，和歌一行，總共十行，奧書與陽明文庫A本相同，另外根據同八代集本《新古今和歌集》的近衛稙家奧書記載，推測在天文6年（1537年）後不久由宗牧等人共同書寫而成，而且根據同八代集本附有的「八代集目錄」記載，《金葉集》的部分由「四條殿」負責，因此推測出自四條隆重的手筆。最後，九州大學附屬圖書館藏細川文庫八代集本，封面左上方是寫有「金葉和歌集」的短冊題簽，111頁著墨，內題「金葉和歌集卷第一 春部」（如此類推），僅卷一缺少了「卷」字，每半頁三至四首和歌，和歌一行，總共十行，奧書類同於陽明文庫A本和B本，不過多了「永享九曆（1437年）仲夏書寫之本」以及「文安五年（1448年）孟春下旬之比書寫了」兩句:231-235。

##### 第三類

###### 第一種

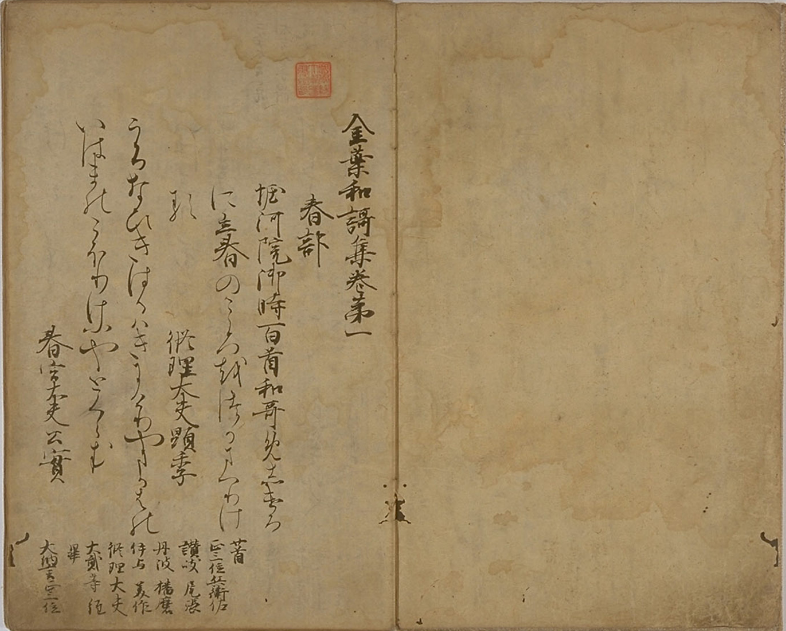
國學院大學圖書館藏傳為家筆本上冊

屬於第一種的版本分別有藤原清輔本、宮內廳書陵部藏堀河具世筆八代集本、聖母清心女子大學正宗敦夫文庫藏手抄本和日光輪王寺天海藏手抄本等等:8-9。首先，藤原清輔本，在1975年時已經下落不明，不過岡田希雄和松田武夫等人過去曾經介紹此版本，其中根據岡田希雄提到的傳柳原業光筆本的奧書記載，該版本便是以清輔本來進行校對，松田武夫亦提到聖母清心女子大學正宗敦夫文庫藏手抄本的奧書也反映清輔本以前確實存在:257，他也指出這兩個版本有著同樣的奧書:270。另一方面，國學院大學圖書館藏傳為家筆本也稱作清輔本，原本是武田祐吉的藏書:258，分為上下兩冊，另有塗箱，其內側是寫有「金葉和哥集定家卿息為家手跡」的短冊，為長26.8厘米，寬16.4厘米的綴葉裝，龜甲金襴花卉紋淡茶色封面，上冊封面左上方是寫有「金葉倭謌集全」的題簽，右上寫有「貳十九 為家卿筆 貳冊」的紙片，封面背面是銀砂，並且撒有金箔，與封面處於分離狀態，兩者之間是寫有「上 墨付（すみつき，著墨） 九十三枚（」的便條，料紙是斐楮交漉紙，上冊前後各一頁白紙，93頁著墨，下冊前後分別有一頁和兩頁白紙，和歌兩行書寫，一頁八行，沒有奧書，無法斷定是否出自藤原為家手筆，推測成書於鎌倉時代中期，為二度本現存版本中歷史最悠久的。舟見一哉根據菊地仁的解題推測，清輔本名稱源於該版本的勘物與柳原本等屬同一類，加上形似清輔本《古今和歌集》而來，不過菊地仁後來也指出雖然勘物大致屬同一系統，不過兩者尤其是後半部之間有相當大的差異，畠山大二郎則雖然大致承認屬於同一系統，不過兩者之間仍然存在相當大的差異，也無法完全排除經過後世修改的可能性:258-260。
其次，宮內廳書陵部藏堀河具世筆八代集本，為長25.5厘米，寬17.2厘米的綴葉裝，銀泥雲形金銀箔墨灰色封面，其左上方是寫有「金葉和謌集」的短冊題簽，封面背面撒有金銀箔，料紙是斐楮交漉紙，165頁著墨，內題是「金葉和歌集卷第一 春哥」，其中卷二至卷九的「歌」字寫作「哥」，卷十寫作「謌」，「哥」字部分則寫作「歌」，別離部則寫作「別哥」，每半頁兩至四首和歌，和歌一行，總共六至七行，奧書由中院通村署名，指出此版本出自堀河具世（或具雅）的手筆，推測成書於室町時代初期:281-282。其三，聖母清心女子大學正宗敦夫文庫藏手抄本，平澤五郎稱是缺少卷四和卷五的殘本，是長24.4厘米，寬17.5厘米的綴葉裝，金泥桐蔓草紋縹色封面，中央貼有無字的短冊題簽，封面背面撒有銀箔，料紙是楮紙，98頁著墨，內題是「金葉和謌集卷第一　春哥」（如此類推），僅「戀哥上」缺少了「上」字，每半頁約三至四首和歌，和歌一行，總共十行，奧書則記載是由明教在建長元年12月14日（1250年1月18日）以藤原知家手抄自清輔本的版本抄寫而成，其後由證悟在建治元年2月22日（1275年3月20日）再次抄寫，推測成書於室町時代後期:269-270。聖母清心女子大學則稱此版本缺少卷四後半和卷五，並且有「正宗敦夫文庫」以及「如松菴好信」的藏書印。最後，日光輪王寺天海藏手抄本，為長26.1厘米，寬19.7厘米的袋綴，澀引丹封面，其左上方是寫有「金葉集」的外題，料紙是楮紙，105頁著墨，內題是「金葉和歌集卷第一 春哥」（如此類推），每半頁四至五首和歌，總共十行，奧書類同於聖母清心女子大學正宗敦夫文庫藏手抄本，不過缺少證悟的部分:278-279。

###### 第二種
屬於第二種的版本分別有東洋文庫藏手抄文明十年藤原教國奧書本、高松宮家藏手抄文明十年藤原教國奧書本、今治市河野美術館藏手抄本（B本）和聖母清心女子大學正宗敦夫文庫藏岡田真氏舊藏本等等:8-9。首先，東洋文庫藏手抄文明十年藤原教國奧書本，為長24.5厘米，寬17.8厘米的綴葉裝，花卉卍金繡梨地封面，其左上方是寫有「金葉集」的金粉香色短冊題簽，料紙是厚鳥之子紙，雙面書寫，113頁著墨，內題是「金葉和歌集卷第一 春部」（如此類推），僅卷八的「歌」字部分寫作「哥」，第一頁右下則貼上蓋有「英王堂藏書」的短冊白紙，每半頁三至五首和歌，詞書、歌人名以及和歌各一行，總共十行，根據奧書記載，此版本是由藤原教國（滋野井教國）在文明10年（1478年）4月中旬時奉敕命而寫成。另外，高松宮家藏手抄文明十年藤原教國奧書本則是此版本的臨摹本，橋本不美男推測成書於江戶時代初期:286-287，轉寫本則有今治市河野美術館藏手抄本（B本），為長26.5厘米，寬19.5厘米的綴葉裝，沒有封面，僅以白紙包裹，其中央部分寫有「金葉和哥集 寫本」，料紙是鳥之子紙，卷頭有兩頁白紙，111頁著墨，沒有奧書:292-293。最後，聖母清心女子大學正宗敦夫文庫藏岡田真氏舊藏本，為長27.2厘米，寬20.2厘米的袋綴，縹色封面，外題是「金葉和歌集」，102頁著墨，內題是「金葉和謌集第一 春部」，僅卷五的「謌」字部分寫作「哥」，卷八則略寫為「戀下」，扉頁貼有岡田真的押紙，指出此書與三條西實隆的筆跡相似，推測成書於近世初期，奧書則記載此版本抄寫自冷泉為相的手抄本:293-294。

###### 第三種

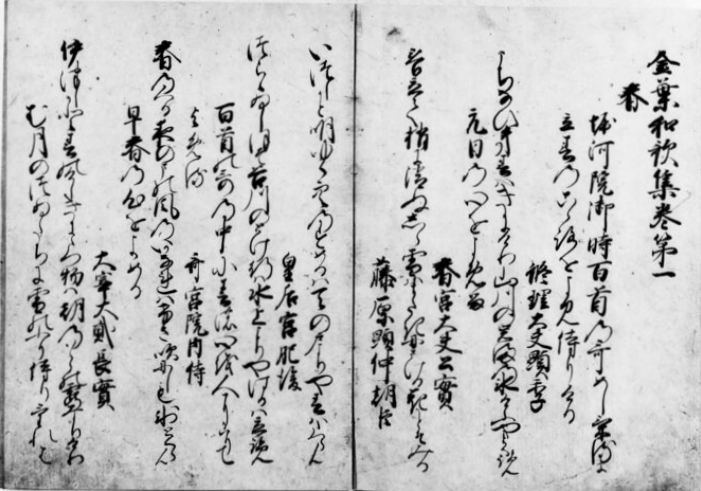
九州大學附屬圖書館藏傳飛鳥井雅春筆本

屬於第三種的版本分別有今治市河野美術館藏手抄本（C本）、聖母清心女子大學正宗敦夫文庫藏聖護院覺譽法親王筆本、九州大學附屬圖書館藏傳飛鳥井雅春筆本、慶應義塾大學附屬研究所斯道文庫藏水無瀨兼成筆本、宮內廳書陵部藏手抄永正八年奧書本和京都大學附屬圖書館藏手抄本等等:8-9。首先，今治市河野美術館藏手抄本（C本），為長24.1厘米，寬17.3厘米的綴葉裝，金泥菖蒲金箔雲形茶褐色封面，其左上方是寫有「金葉和歌集」的丹色短冊題簽，封面背面是金紙，料紙是鳥之子紙，前後各有一頁和兩頁白紙，107頁著墨，內題方面，卷一、卷四、卷五、卷七、卷八和卷十寫作「金葉和歌集」，卷二是「金葉倭歌集」，卷三是「金葉倭哥集」，卷六和卷九則是「金葉倭謌集」，卷名分別是春哥、夏哥、龝哥、冬哥、賀哥、離別歌、戀上下、雜上下和連歌，每半頁約三至四首和歌，和歌一行，總共十行，沒有奧書，推測成書於江戶時代初期。其次，聖母清心女子大學正宗敦夫文庫藏聖護院覺譽法親王筆本，為僅存卷七至卷十的殘本，是長24.5厘米，寬16.2厘米的綴葉裝，金泥水邊雲紋縹色封面，其左上方是寫有「金葉和歌集」的白泥水邊紋短冊題簽，封面背面是金紙，料紙是鳥之子紙，76頁著墨，內題方面，卷七寫作「金葉和謌集」，卷八是「金葉和歌集」，卷九和卷十則是「金葉和哥集」，每半頁約兩至三首和歌，和歌上下句各一行，總共九行，根據琴山的極札記載，此版本出自於覺譽法親王的手筆，推測成書時期介乎於鎌倉時代後期至南北朝時代:298-305。
其三，九州大學附屬圖書館藏傳飛鳥井雅春筆本，為長24.5厘米，寬17.4厘米的蝴蝶裝，金繡封面，沒有外題，封面背面是撒有切金箔的青藍色紙，料紙是鳥之子紙，前後分別有一頁和十頁白紙，109頁或111頁著墨，扉頁貼有古筆了仲的極札，指出此版本出自於飛鳥井雅春的手筆，內題是「金葉和歌集卷第一 春」（如此類推），沒有奧書。其四，慶應義塾大學附屬研究所斯道文庫藏水無瀨兼成筆本，為長23.5厘米，寬17.4厘米的綴葉裝，鳳鳥金繡紺色布質封面，其左上方是寫有「金葉倭哥集」的卍字紋金紙短冊題簽，封面背面是布紋金紙，料紙是鳥之子紙，前後各一頁白紙，104頁著墨，內題是「金葉和歌集卷第一」，卷名分別是春哥、夏部、秋部、冬部、賀部、別哥、戀哥上下、雜部上下和連歌，每半頁三至五首和歌，和歌一行，總共十行，與同款的《詞花和歌集》放在同一個箱子內，箱蓋上寫有「金葉 詞花和歌集二冊 水無瀨兼成筆 外題烏丸光廣卿筆」，推測成書於室町時代後期至江戶時代初期:309-310、317-318。
其五，宮內廳書陵部藏手抄永正八年奧書本，為僅存卷四至卷十的殘本，是長25.7厘米，寬16.5厘米的綴葉裝，朽葉色改裝封面，其左上方是寫有「金葉集 二奏本」的白紙短冊題簽，料紙是斐楮交漉紙，雙面書寫，內題是「金葉和歌集卷第四」，其中卷五、卷七、卷八和卷十的「歌」字部分寫作「謌」，卷名是冬部、賀部、別離部、戀部上下和雜部上下（連歌），每半頁約三至五首和歌，詞書、歌人名以及和歌各一行，總共十一行，根據奧書記載，此版本曾經被多次抄寫，按順序是承安5年5月9日（1175年5月30日）、安元元年8月22日（1175年9月8日）、寬元元年9月2日（1243年10月16日）、建長2年（1251年）、嘉元元年（1303年）、永享12年5月15日（1440年6月14日）和永正8年7月20日（1511年8月13日）。最後，京都大學附屬圖書館藏手抄本，為長24厘米，寬16.3厘米的綴葉裝，藍雲紋茶褐色絹質封面，其左上方是寫有「金葉和歌集」的短冊題簽，封面背面撒有金銀切箔，料紙是撒有金銀切箔的草花紋厚楮紙，前後各一頁白紙，94頁著墨，卷頭下方有「小室三吉寄贈本」的墨印，內題是「金葉和歌集卷第一 春哥」（如此類推），僅卷三的「和歌」部分寫作「倭謌」，每半頁約四至五首和歌，和歌一行，總共十一行，奧書則類同於陽明文庫藏手抄八代集本（A本），推測成書於江戶時代初期:324-325、329-330。

###### 其他

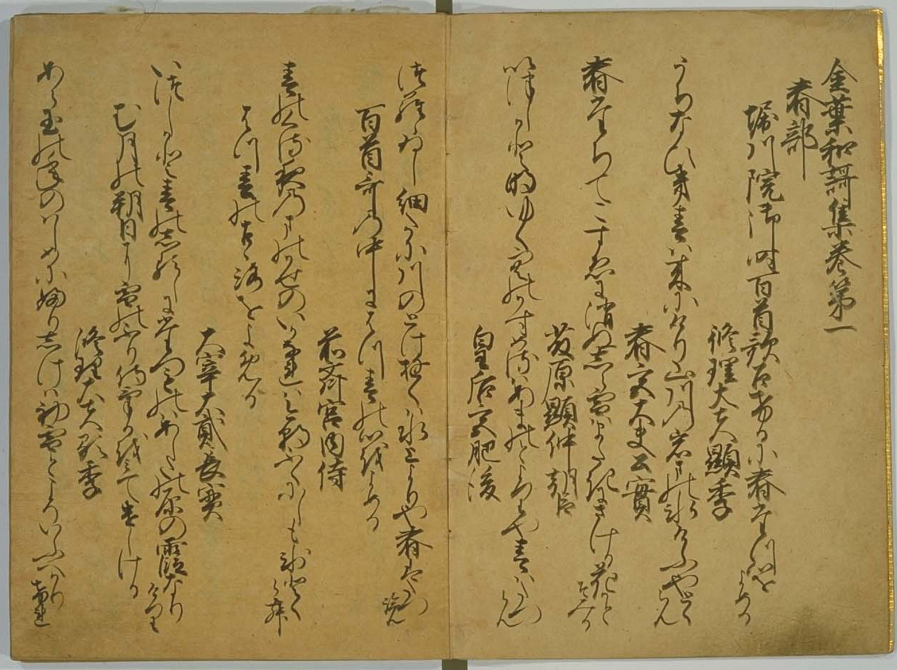
國學院大學圖書館藏傳楠木正虎筆本

首先，宮內廳書陵部藏手抄本，為長26.6厘米，寬20.6厘米的袋綴，縹色封面，其左上方是寫有「金葉和歌集」白紙短冊題簽，料紙是楮紙，97頁著墨，內題是「金葉和歌集卷第一 春部」（如此類推），僅卷六和卷七略寫成「別部」和「戀部」，每半頁三至五首，和歌一行，總共十行，沒有奧書。此外，在卷六源為成作品的上方錯誤混入了源親行收錄於《續後撰和歌集》的作品（《新編國歌大觀》編號1102），另外在春部，緊接於藤原經道（藤原經通）作品的曾禰忠季（源忠季）收錄於《詞花和歌集》的和歌（《新編國歌大觀》編號34）雖然見於初度本、續群書類從初度本系和靜嘉堂文庫藏傳甘露寺經元筆八代集本，但是不見於三奏本，亦是已知的再撰二度本系內唯一有收錄此歌的版本:336。最後，國學院大學圖書館藏傳楠木正虎筆本，為長25.5厘米，寬17.1厘米的列帖裝，鳳凰寶相華蔓草紋金茶色布質封面，外題是「金葉和歌集」，封面背面是金紙，前後各一頁白紙，一面十行，和歌大多佔一行，詞書隔兩個空格，附有的箱子外寫有「金葉集 楠河內守正虎筆」，也有神田道伴和古筆了音的極札，其中神田道伴的極札指出外題出自梶井殿應胤親王的手筆，國學院大學稱此版本雖然屬於第三類，但是也存在其他第三類本沒有的特徵，屬於以前的分類法中無法涵蓋的手抄本。

#### 終稿本系（第一類）

##### 第一種

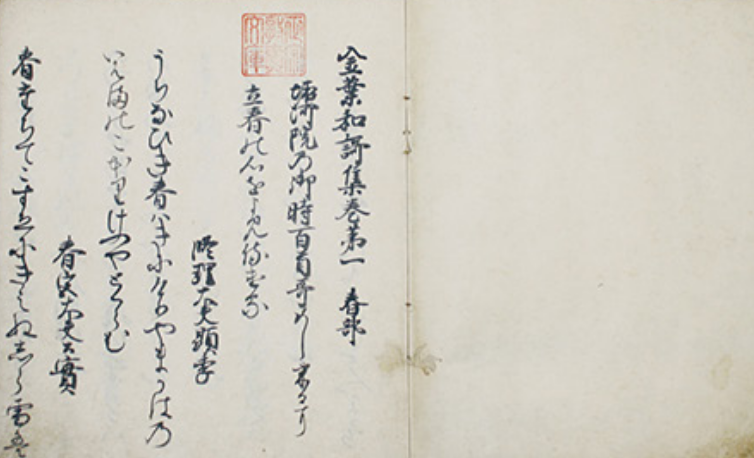
聖母清心女子大學正宗敦夫文庫藏二條為明筆本

屬於第一種的版本分別有聖母清心女子大學正宗敦夫文庫藏二條為明筆本、尊經閣文庫藏傳二條為遠筆本和聖母清心女子大學正宗敦夫文庫藏二條為忠筆本等等:6-7。首先，聖母清心女子大學正宗敦夫文庫藏二條為明筆本，平澤五郎稱是長16厘米，寬14.1厘米的綴葉裝，分為上下兩冊，蔓草紋銀泥厚鳥之子紙封面，其左上方是寫有「金葉和歌集」的短冊題簽，封面背面撒有金銀箔，料紙是斐楮交漉紙，上冊93頁著墨，下冊87頁著墨，內題「金葉謌歌集卷第一」（如此類推），每半頁兩至三首和歌，詞書、歌人名以及和歌各一行，總共八至九行，雖然沒有奧書，但是卷末有正徹的花押:54-55。聖母清心女子大學則稱是蔓草紋雲母押雁皮封面，上冊92頁著墨，前後各一頁和兩頁白紙，下冊則是卷頭有一頁白紙，推測成書於南北朝時代。
其次，尊經閣文庫藏傳二條為遠筆本，總共收錄655首和歌以及17首連歌，為長25厘米，寬16.8厘米的綴葉裝，花卉金繡紺色布質封面，沒有外題，封面背面是金銀砂子雲紋，並且撒有金箔，料紙是斐楮交漉紙，108頁著墨，前後各有一頁和四頁白紙，內題是「金葉和謌集卷第一」，其中卷一和卷七是「謌」，卷六和卷十是「歌」字，其餘則是「哥」，每半頁三至五首和歌，詞書、歌人名以及和歌各一行，總共十行，奧書是「建武五年六月十六日（1338年7月4日）午時 書寫之畢 羽林郎將藤」，根據風早實種的極書以及附有的桐箱的箱蓋表面記載，此版本出自二條為遠的手筆，另外箱內亦附有由木下順庵署名的關於極書製作事宜的書狀，不過大野木克豐在1916年11月6日時已經指出，根據《公卿補任》和《尊卑分脈》記載，為遠在永德元年或永德2年（1381年或1382年）死去，享年40歲，也就是說他在建武5年（1338年）時尚未出生，此版本也就不可能出自其手筆:42、44。
最後，聖母清心女子大學正宗敦夫文庫藏二條為忠筆本，平澤五郎稱是長16.9厘米，寬12.8厘米的綴葉裝，梨地色牡丹蔓草紋金繡布質封面，沒有外題，封面背面是撒有銀箔，料紙是鳥之子紙，113頁著墨，內題是「金葉和歌集卷第一」（如此類推），雙面書寫，每半頁三至五首和歌，詞書、歌人名以及和歌各一行，總共十行。另外，雖然沒有奧書，但是有中院通村的極書，指出此版本出自二條為忠的手筆，推測成書於南北朝時代:50。聖母清心女子大學則稱是長16.3厘米，寬12.9厘米的列帖裝，牡丹蔓草紋菱檕金茶色金襴封面，料紙推測是楮紙或斐楮交漉紙，有「正宗敦夫文庫」的方形朱印。

##### 第二種
屬於第二種的版本分別有宮內廳書陵部藏傳藤原為家筆本、慶應義塾大學附屬研究所斯道文庫藏傳冷泉為之筆本、今治市河野美術館藏山崎宗鑑筆本（D本）、聖母清心女子大學正宗敦夫文庫藏山崎宗鑑筆本、聖母清心女子大學正宗敦夫文庫藏傳藤原為家筆本、宮內廳書陵部藏手抄本、聖母清心女子大學正宗敦夫文庫藏傳藤原為家筆本、今治市河野美術館藏傳藤原為家筆本（A本）、宮內廳書陵部藏傳二條為定筆本、天理大學附屬天理圖書館藏傳二條為重筆本、穗久邇文庫藏文明五年手抄本、聖母清心女子大學正宗敦夫文庫藏傳慈鎮筆本、東洋大學藏吉田幸一舊藏傳兼好法師筆本和宮內廳書陵部藏傳後醍醐天皇以下三筆本等等:6-7。
首先，慶應義塾大学附属研究所斯道文庫藏傳冷泉為之筆本，為長24.5厘米，寬17.5厘米的綴葉裝，牡丹蔓草金繡藍色布質封面，其左上方是寫有「金葉集 全」的金泥草花紋短冊題簽，封面背面是金箔和金砂子的雲紋，料紙是斐楮交漉紙，前後各一頁白紙，106頁著墨，內題是「金葉和歌集卷第一 春部」，不過其餘各卷則沒有提及第幾卷，而冬部和別離部兩卷則的「歌」字部分則寫作「謌」，每半頁三至五首和歌，和歌各一行，總共十行。另外，雖然此版本沒有奧書，但是有古筆了仲的極札，指此版本出自冷泉為之的手筆，推測成書於室町時代後期。其次，天理大學附屬天理圖書館藏傳二條為重筆本，為長25.9厘米，寬16.5厘米的綴葉裝，金砂子雲紋深紺色封面，其左上方是寫有「金葉集」的金銀泥雲和波浪紋的短冊題簽，封面背面是淡綠色和紫色雲紋布紋金紙，料紙是厚雁皮紙，前後各有一頁和三頁白紙，110頁著墨，內題是「金葉和謌集卷第一」（如此類推），每半頁約三首和歌，詞書、歌人名以及和歌各一行，總共十行。此外，也有琴山和古筆了雪的極札，指出此版本出自二條為重的手筆，箱蓋則有烏丸光廣題字的掛紙，原本是平瀨家的藏書:95-96、119。
其三，穗久邇文庫藏文明五年手抄本，為僅有卷六至卷十的殘本，是長26.7厘米，寬21厘米的袋綴，封面左上方是寫有「金葉」的外題，料紙是楮紙，54頁著墨，內題是「金葉和謌集卷第六」（如此類推），並且寫有該卷的和歌數目，其中卷六別離部（或稱別部）在此版本則寫作羈旅部，每半頁約三首和歌，總共十行，奧書則記載此版本是由富田次郎左衛門尉在文明5年5月4日（1472年6月10日）於比叡山西塔院南光谷藏房寫成。最後，東洋大學藏吉田幸一舊藏傳兼好法師筆本，為長23.5厘米，寬16.3厘米的綴葉裝，分為上下兩冊，梅花紋白茶色改裝封面，沒有題簽和外題，封面背面撒有金切箔，料紙是斐楮交漉紙，上冊前後各一頁和八頁白紙，73頁著墨，下冊前後各有一頁和四頁白紙，77頁著墨，內題是「金葉和歌集第一」（如此類推），卷三、卷六、卷七和卷十的「歌」字部分寫作「謌」，每半頁兩至四首和歌，和歌上下句各一行，總共十至十一行，奧書則有各卷以及整體的和歌數目，也有記載當代和當代之前的入集歌人數目:127、140-141。

###### 宮內廳書陵部

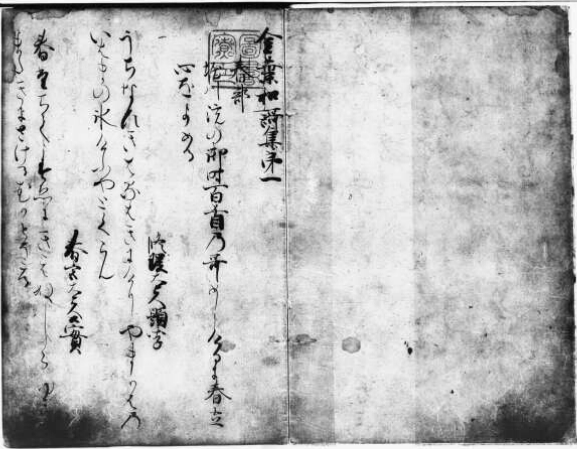
宮內廳書陵部藏傳藤原為家筆本

首先，宮內廳書陵部藏傳藤原為家筆本，為長22.5厘米，寬14.6厘米的綴葉裝，花卉紋金繡布質封面，左上方是寫有「金葉和謌集」的題簽，封面背面是以金銀泥繪成的水邊草花和梅樹等的墨流鳥之子紙，料紙是鳥之子紙，前後各有一頁白紙，155頁著墨，內題是「金葉和謌集第一　春部」（如此類推，僅卷二寫成卷第二），不過卷一、卷四和卷十以外的各卷的下方均記載了該卷的收錄歌數，不過並不一定準確，推測可能是抄寫自其他版本，每半頁三至五首和歌，詞書、歌人名以及和歌上下句各一行，總共十行，卷末則有冷泉為滿的奧書，指出此版本出自藤原為家的手筆，推測成書時期不晚於鎌倉時代，原本是前田侯爵家的藏書:87-88。
其次，宮內廳書陵部藏手抄本，為長26.2厘米，寬20.3厘米的袋綴，朽葉色改裝封面，其左上方是寫有「金葉和歌集　全」的題簽，料紙是楮紙，94頁著墨，內題是「金葉和歌集第一 春部」（如此類推），僅卷七的「戀部上」缺少了「上」字，每半頁三至五首和歌，和歌各一行，總共十一行，沒有奧書，推測成書於室町時代後期至近世初期。其三，宮內廳書陵部藏傳二條為定筆本，為僅有卷一春部至卷六別部的殘本，推測是原本上下兩冊的上冊，為長16.6厘米，寬16.3厘米的綴葉裝，蔓草紋淡茶色封面，中央部分是寫有「金葉集 二條家為定卿 御筆」的外題，封面背面雖然已剝落，但是根據封底背面推測，原本同樣撒有銀箔，料紙是斐楮交漉紙，56頁著墨，內題是「金葉和哥集卷第一 春部」（如此類推），其中卷二、卷四和卷六的「哥」字部分寫作「謌」，每半頁三至五首和歌，和歌上下句分作兩行，總共十三行，卷四卷末亦少了一頁，卷六卷末則有奧書:77、114-115。
最後，宮內廳書陵部藏傳後醍醐天皇以下三筆本，為長15厘米，寬14.7厘米的綴葉裝，水邊草花水鳥金繡紺色布質封面，沒有題簽和外題，封面背面撒有金銀砂子，料紙是斐楮交漉紙，183頁著墨，內題是「金葉和謌集卷第一 春部」，其中卷二、卷三、卷九和卷十的「謌」字部分寫作「歌」字，卷五和卷六的「部」字部分寫作「哥」，卷十則是「謌」，卷一至卷四也有記載該卷的和歌數目，每半頁兩至三首和歌，詞書、歌人名以及和歌上下句各一行，總共十一至十七行。另外，雖然此版本沒有奧書，但是有牛庵的極書，指出此版本出自於後醍醐天皇、尊良親王和洞院公泰的手筆，並且稱之為三筆，各自負責的部分按先後分別是卷一春部至卷四冬部、卷五賀部至卷六別離部的題讀人不知的詞書（《國歌大觀》編號358以及其餘的部分，推測成書於南北朝時代:152-153。

###### 今治市河野美術館
首先，今治市河野美術館藏山崎宗鑑筆本（D本），為長24.4厘米，寬18厘米的綴葉裝，銀砂子茶褐色封面，其左上方是寫有「金葉和歌集」的丹色短冊題簽，料紙是鳥之子紙，卷頭和卷末分別有兩頁和五頁白紙，109頁著墨，第一頁的左上方寫有「古今六帖一校了」，內題是「金葉和歌集卷第一 春部」（如此類推），僅卷二和卷八的「歌」字部分寫作「哥」，卷四和卷八則分別少了「集」字和「部」字，每半頁三至五首和歌，和歌各一行，總共十至十一行:100-102。
其次，今治市河野美術館藏傳藤原為家筆本（A本），為長22.5厘米，寬15.4厘米的綴葉裝，後補龍捲紋紺色緞質封面，左上方題簽是寫有「金葉和歌集」的金泥紋短冊，封面背面是金銀砂子雲紋，料紙是薄雁皮紙，卷頭和卷末分別有一頁和三頁白紙，內題是「金葉和謌集卷第一 春部」（如此類推），僅卷六別離部寫作別部，卷九的「謌」字部分則寫作「歌」字，雙面書寫，每半頁兩至三首，詞書、歌人名以及和歌上下句各一行，總共九行，卷末有冷泉為久在正德4年（1714年）秋天的奧書，指出此版本出自藤原為家的手筆，推測成書於鎌倉時代，原本是保阪隣三郎的藏書:107-108。

###### 聖母清心女子大學正宗敦夫文庫

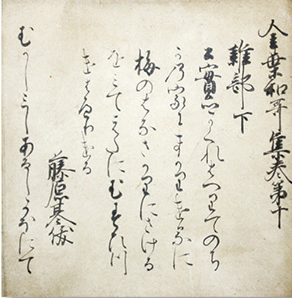
升底切

首先，聖母清心女子大學正宗敦夫文庫藏山崎宗鑑筆本，平澤五郎稱是長23.2厘米，寬16厘米的綴葉裝，朽葉色緞質封面，中央部分題簽是寫有「金葉集」的布紋金紙短冊，封面背面是金泥山水畫，料紙是鳥之子紙，前後分別有一頁和兩頁白紙，其中卷頭白紙的右上方貼有琴山的極札，右下則是「青谿 書屋」的方形朱印，113頁著墨，內題是「金葉和歌集卷第一 春部」（如此類推），僅卷五和卷九的「歌」字部分寫作「哥」，卷三則缺少了卷數，每半頁三至五首和歌，和歌各一行，總共十行:101-102。聖母清心女子大學則稱是長23.1厘米，寬15.9厘米的列帖裝，焦茶色布質封面，有「正宗敦夫文庫」的藏書印，推測成書於室町時代末期。
其次，聖母清心女子大學正宗敦夫文庫藏傳藤原為家筆本，為僅有卷七戀部上至卷十雜部下的殘本，平澤五郎稱原本是長15.2厘米，寬14.5厘米，其後改裝成寬20.7厘米的卷子本，改裝金襴封面，封面背面是布紋金紙，沒有題簽，底紙是撒有金砂子的鳥之子紙，背面則撒有金箔，料紙是斐楮交漉紙，內題是「金葉和謌集卷第七 戀部上」（如此類推），僅卷十的「謌」字部分寫作「哥」，每半頁一至三首和歌，詞書、歌人名以及和歌各一行，總共九行。雖然此版本沒有奧書，但是卷末有古筆了佐在寬永4年12月10日（1628年1月16日）的極書，指出此版本是藤原為家在年輕時所寫的，推測成書時期不晚於鎌倉時代:81-82。聖母清心女子大學稱其為升底切，是長21.6厘米的卷子裝，花紋織出金茶色卷面，沒有外題，背面是金箔布紋押，料紙是楮紙，一頁長15.2厘米，寬14.7厘米，由卷七（32頁）、卷八（48頁）、卷九（60頁）、卷十（50頁）以及一頁卷末極書組成，卷頭蓋有「正宗 敦夫 文庫」的方形朱印，內題是「金葉和謌集卷七」，其中卷八和卷九缺失了內題，幾乎均是一面九行，詞書和歌人名各一行，只有題不知的部分出現時才於同一行書寫，和歌則分成三行，沒有奧書，另有桐箱，箱蓋中央寫有「為家金葉集第七」。木下華子和新美哲彥推測升底切原本是長15.2厘米，寬14.7厘米的列帖裝，料紙是楮紙，121頁著墨，分作上下兩冊，升底切即其中的下冊。此外，海野圭介引述文化5年（1808年）的《古筆名葉集》記載，指出升底切是出自藤原家隆的手筆，成書於鎌倉時代初期，推測為《金葉集》諸多版本中歷史最悠久的版本，不過日比野浩信認為這並非其真蹟。
其三，聖母清心女子大學正宗敦夫文庫藏傳藤原為家筆本，平澤五郎稱是長22.5厘米，寬15.2厘米的綴葉裝，梨地布質封面，其左上方是寫有「金葉和歌集」的金銀泥水邊草花紋短冊題簽，封面背面撒有銀箔，料紙主要是鳥之子紙，另有一部分是厚斐楮交漉紙，卷頭有一頁白紙，177頁著墨，內題是「金葉和謌集第一」（如此類推），雙面書寫，每半頁八行，詞書、歌人名以及和歌上下句各一行。另外，雖然此版本沒有奧書，但是有琴山的極札，其背面則寫有「烏丸大納言資慶卿筆」，推測成書時期介乎於鎌倉時代至南北朝時代:67-68。聖母清心女子大學則稱是長22.3厘米，寬15.2厘米的列帖裝，橫條牡丹蔓草七曜紋金茶菱檕金襴封面，料紙是楮紙，一面九行，亦有「正宗敦夫文庫」的藏書印。最後，聖母清心女子大學正宗敦夫文庫藏傳慈鎮筆本，平澤五郎稱是長16.1厘米，寬15.4厘米的綴葉裝，梨地花卉紋金繡布質封面，其左上方是寫有「金葉和謌集」的短冊題簽，封面背面是以金銀雲形和水邊作背景，配上飛翔的鳥，料紙是斐楮交漉紙，134頁著墨，內題是「金葉和歌集卷第一 春部」（如此類推），僅卷二、卷三和卷八的「歌」字部分寫作「謌」，每半頁約兩至三首和歌，詞書、歌人名以及和歌上下句各一行，總共十行。另外，雖然此版本沒有奧書，但是有古筆了珉在貞享5年（1688年）2月的極書以及琴山墨印，指出此版本出自於慈鎮的手筆，成書時期推測不晚於鎌倉時代:129-130。聖母清心女子大學則稱是長16.1厘米，寬15.3厘米的列帖裝，菊花紋金茶卍繫金襴封面，其左上方是繪有金泥龍紋和雲霞的題簽，前後各一頁白紙，成書於鎌倉時代初期。

### 中間本系類

#### 第一類和第三類

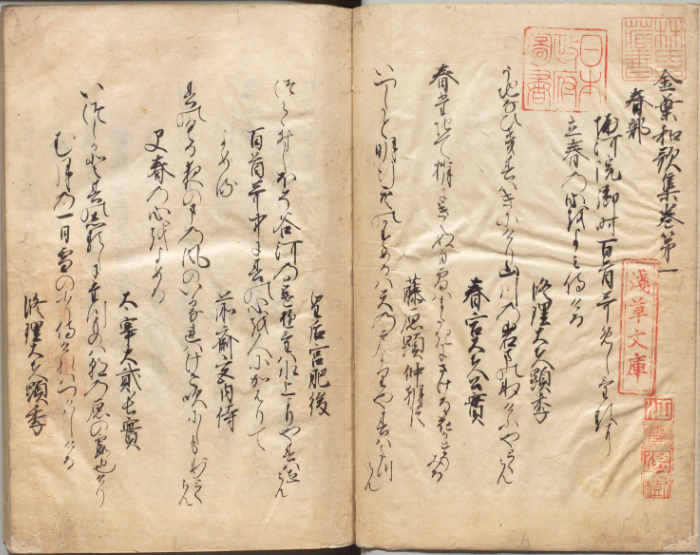
內閣文庫藏手抄本

屬於第一類的版本分別有天理大學附屬圖書館藏手抄本、宮內廳書陵部藏手抄傳吉田兼右筆廿一代集本和宮內廳書陵部藏廿一代集本等等，第三類則有內閣文庫藏手抄本:9-10。首先，天理大學附屬圖書館藏手抄本，為長22.9厘米，寬15.9厘米的綴葉裝，路考茶布質改裝封面，沒有題簽，料紙是斐楮交漉紙，卷頭有一頁白紙，101頁著墨，內題是「金葉和歌集卷第一 春部」（如此類推），每半頁約四至五首和歌，和歌一行，總共十一行，奧書則記載此版本是由姉小路濟繼下令讓大外記師象抄寫冷泉家本，其後桑門某人再次抄寫，並且以李部王本進行校對而成:345-346。
其次，宮內廳書陵部藏手抄傳吉田兼右筆廿一代集本，為長24.2厘米，寬15.8厘米的綴葉裝，縹色封面，其左上方是寫有「金葉和歌集」的丹色短冊題簽，料紙是斐楮交漉紙，110頁著墨，內題是「金葉和歌集卷第一 春部」，其中卷二至卷六、卷九和卷十的「歌」字部分寫作「哥」，每半頁約四至五首和歌，和歌一行，總共十行，同系列的各敕撰和歌集中僅此版本沒有奧書，按其餘版本的奧書記載，這一系列的各書均出自吉田兼右的手筆。其三，宮內廳書陵部藏廿一代集本，為長25.1厘米，寬17.4厘米的綴葉裝，縹色墨流封面，其左上方是寫有「金葉和歌集」的墨流短冊題簽，料紙是鳥之子紙，110頁著墨，內題是「金葉和歌集卷第一 春部」，其中卷四至六、卷九和卷十的「歌」字部分寫作「哥」，卷五則缺少了「第」字，每半頁約四至五首和歌，和歌一行，總共十行，為宮內廳書陵部藏手抄傳吉田兼右筆廿一代集本的轉寫本。最後，內閣文庫藏手抄本，為長29.2厘米，寬20.3厘米的袋綴，香色封面，其左上方是寫有「金葉集」的外題，料紙是楮紙，108頁著墨，內題是「金葉和歌集卷一」（如此類推），卷名則分別是春部、夏部、秋部、冬部、賀哥、別部、戀上、戀下、雜上、雜下和連謌，每半頁三至五首和歌，和歌一行，總共十行，沒有奧書，推測成書於江戶時代初期:353-354、358、373，林羅山舊藏書。

#### 第二類
屬於第二類的版本分別有聖母清心女子大學正宗敦夫文庫藏長享元年空濟奧書本、聖母清心女子大學正宗敦夫文庫藏手抄本、宮內廳書陵部藏飛鳥井雅章筆廿一代集本、宮內廳書陵部藏手抄八代集本、宮內廳書陵部藏嘉永五年鷹司政通令手抄本、宮內廳書陵部藏嘉永七年鷹司政通令手抄本和神宮徵古館藏傳東坊城長淳筆八代集本等等:9-10。首先，聖母清心女子大學正宗敦夫文庫藏長享元年空濟奧書本，為長25.8厘米，寬17.5厘米的綴葉裝，銀絲花卉紋紺色布質封面，其左上方是寫有「金葉和歌集」的丹色短冊題簽，封面背面是布紋金紙，料紙是鳥之子紙，105頁著墨，第一頁中央部分有「水仙堂 圖書 之印」的方形朱印，內題是「金葉和歌集卷第一 春部」（如此類推），每半頁約四至五首和歌，和歌一行，總共十行，奧書則記載是由大慈院僧都空濟在長享元年（1487年）10月某日抄寫而成。其次，聖母清心女子大學正宗敦夫文庫藏手抄本，為長25.4厘米，寬17.7厘米的綴葉裝，花卉紋朽葉色布質封面，其左上方是寫有「金葉和哥集」的布紋金紙短冊題簽，封面背面是布紋金紙，料紙是鳥之子紙，109頁著墨，內題是「金葉和歌集卷第一 春部」，其中卷四、卷六和卷十的「和」字部分寫作「倭」，卷三、卷六、卷七和卷九的「歌」字部分則寫作「哥」，卷十的「卷」字則寫作「㢧」，每半頁約四至五首和歌，和歌一行，總共十行，沒有奧書，推測成書於江戶時代初期:350-351、359。
其三，宮內廳書陵部藏飛鳥井雅章筆廿一代集本，為長25厘米，寬17.9厘米的綴葉裝，金銀直條茶褐色泥沙封面，其左上方是寫有「金葉和歌集」的梅花雲紋短冊題簽，料紙是厚鳥之子紙，118頁著墨，內題是「金葉和歌集卷第一 春部」（如此類推），每半頁約三至四首和歌，和歌一行，總共九至十行，根據奧書記載，此版本最初是飛鳥井雅俊受託於陶興房而在永正11年（1514年）10月上旬寫成，另外也有頓阿、藤原教國以及飛鳥井雅章的奧書，推測成書時期介乎於正保3年（1646年）至寬文3年（1663年）之間:361-363。其近乎臨摹的轉寫本是宮內廳書陵部藏手抄八代集本，為長25.5厘米，寬18.3厘米的綴葉裝，梅花紋金繡綠色布質封面，封面背面是金泥花瓣紋，料紙是厚鳥之子紙，113頁著墨:366。其四，宮內廳書陵部藏嘉永五年鷹司政通令手抄本，為26.6厘米，寬19.7厘米的袋綴，縹色封面，其左上方是寫有「金葉和歌集 雅俊卿筆本 全」的外題，料紙是楮紙，119頁著墨，扉頁有「鷹司城南 館圖書印」，內題是「金葉和歌集卷第一 春部」（如此類推），有部分奧書類同於宮內廳書陵部藏飛鳥井雅章筆廿一代集本的雅俊奧書，另有鷹司政通在嘉永5年（1852年）4月某日下令讓賀茂氏某人參照日野光政藏本而寫成的奧書:367。其五，宮內廳書陵部藏嘉永七年鷹司政通令手抄本，為長24厘米，寬17.6厘米的綴葉裝，金銀泥菱紋紫色封面，其左上方是「金葉和歌集」的白紙短冊題簽，料紙是五色紙，119頁著墨，扉頁有「鷹司城南 館圖書印」，內題是「金葉和歌集卷第一 春部」（如此類推），每半頁約三至四首和歌，和歌一行，總共十行，同樣有雅俊的奧書，另有鷹司政通在嘉永7年（1854）6月某日下令讓內舍人和氣信德參照日野光政的藏本而寫成的奧書:368-369。最後，神宮徵古館藏傳東坊城長淳筆八代集本，為長25.7厘米，寬18.3厘米的綴葉裝，藍色草花紋白色封面，其左上方是寫有「金葉和歌集」的短冊題簽，料紙是雁皮紙，109頁著墨，扉頁貼有寫上「東坊城殿 權中納言長淳 一冊 外題近衛殿稙家公」的極札，內題是「金葉和歌集卷第一 春部」（如此類推），每半頁約四至五首和歌，和歌一行，總共十行:369。

### 流布本系類

#### 第一類

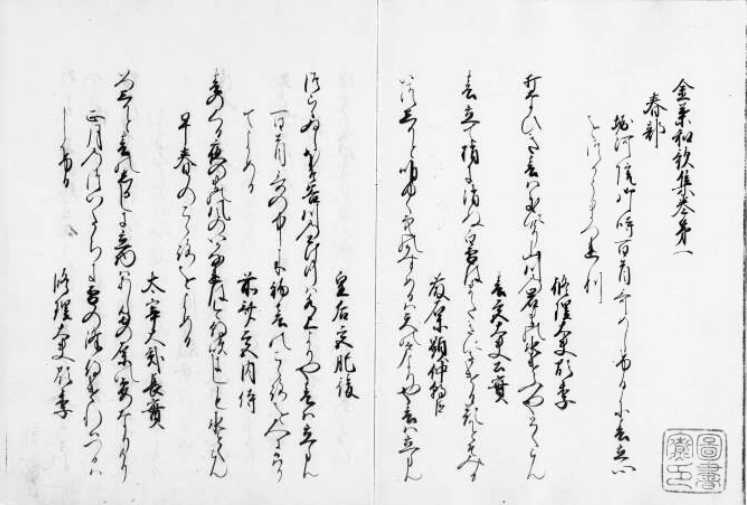
宮內廳書陵部藏手抄八代集本

屬於第一類的版本分別有京都大學附屬圖書館藏手抄本、宮內廳書陵部藏手抄廿一代集本、宮內廳書陵部藏手抄八代集本、京都大學附屬圖書館藏手抄本和宮內廳書陵部藏元祿元年右京兆尹坂上某手抄本等等:10-11。首先，京都大學附屬圖書館藏手抄本，為長24厘米，寬16.8厘米的袋綴，淡藍色封面，其左上方是寫有「金葉和歌集 全」的短冊題簽，料紙是楮紙，116頁著墨，卷頭下方蓋有「宮內省寄贈本」的長方形墨印，內題是「金葉和歌集卷第一 春部」（如此類推），每半頁三至五首和歌，和歌一行，總共十行，推測成書於江戶時代後期:390
其次，宮內廳書陵部藏手抄廿一代集本，為長24.3厘米，寬18.1厘米的綴葉裝，分為上下兩冊，上冊是金泥水邊草花紋縹色封面，下冊是金泥松竹紋縹色封面，左上短冊題簽分別寫有「金葉和歌集 上」和「金葉和哥集 下」，封面背面是有波浪紋的金紙，料紙是鳥之子紙，上冊52頁著墨，下冊63頁著墨，內題是「金葉和歌集卷第一 春部」，其中卷二、卷三、卷七、卷九和卷十的「歌」字部分寫作「哥」，每半頁約三至五首和歌，和歌一行，總共十行，沒有奧書，推測成書於江戶時代初期:392。其三，宮內廳書陵部藏手抄八代集本，為24厘米，寬17厘米的綴葉裝，金泥山水草花紋縹色封面，其左上方是寫有「金葉和歌集」的短冊題簽，封面背面是龜甲空押金紙，料紙是鳥之子紙，116頁著墨，內題是「金葉和歌集卷第一 春部」（如此類推），僅卷二夏部缺少了「部」字，沒有奧書，推測成書於江戶時代初期，整體與宮內廳書陵部藏手抄廿一代集本極為相似:393-394。
其四，京都大學附屬圖書館藏手抄本，為長24.3厘米，寬18厘米的綴葉裝，深綠色布質封面，其中央部分是寫有「金葉和哥集」的短冊題簽，料紙是鳥之子紙，前後各有一頁和三頁白紙，116頁著墨，內題是「金葉和謌集卷第一 春部」，其中卷二、卷三和卷五至卷七的「謌」字部分寫作「歌」，每半頁約三至五首和歌，和歌一行，總共十行，沒有奧書，推測成書於江戶時代後期，整體與宮內廳書陵部藏手抄廿一代集本極為相似:394-395。最後，宮內廳書陵部藏元祿元年右京兆尹伊坂上某手抄本，為長16.5厘米，寬17.5厘米的綴葉裝，鶯色金繡布質封面，其左上方是寫有「金葉和歌集」的金紙短冊題簽，封面背是縹色金泥紋，料紙是鳥之子紙，75頁著墨，內題是「金葉和歌集卷第一 春部」（如此類推），每半頁五至六首和歌，和歌一行，總共十六行，奧書則記載此版本是由右京兆尹坂上在元祿元年10月24日（1688年11月16日）以飛鳥井雅豐本來進行校對而寫成:396。

#### 第二類

##### 第一種

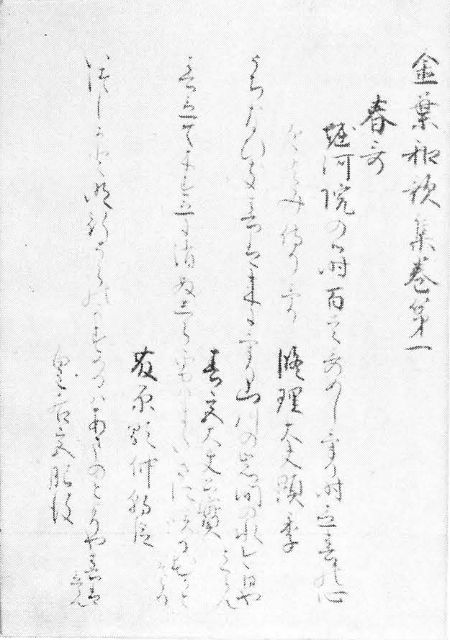
蓬左文庫藏阿野實顯筆本

屬於第一種的版本分別有宮內廳書陵部藏手抄廿一代集本、慶應義塾大學圖書館藏手抄本、宮內廳書陵部藏手抄十一代集和蓬左文庫藏阿野實顯筆本等等:10-11。首先，宮內廳書陵部藏手抄廿一代集本，為長25.7厘米，寬18.5厘米的綴葉裝，金泥草花紋淡藍色封面，其左上方是寫有「金葉和歌集」的短冊題簽，料紙是鳥之子紙，128頁著墨，內題是「金葉和歌集卷第一 春哥」（如此類推），僅卷七的「歌」字部分寫作「謌」，每半頁約三至五首和歌，和歌一行，總共九行，沒有奧書，成書於江戶時代初期:399。其次，慶應義塾大學圖書館藏手抄本，為長24.7厘米，寬18.3厘米的綴葉裝，蔓草紋藍色封面，其左上方是寫有「金葉咊謌集」的短冊題簽，料紙是鳥之子紙，前後各有一頁白紙，113頁著墨，內題是「金葉和歌集卷第一 春哥」（如此類推），每半頁約三至五首和歌，和歌一行，總共十行，沒有奧書，成書於江戶時代中期，與宮內廳書陵部藏手抄廿一代集本極為相似:401。
其三，宮內廳書陵部藏手抄十一代集，為長24.7厘米，寬17.7厘米的大和綴，暗綠色布質封面，其左上方是寫有「金葉和謌集 七」的白紙短冊題簽，料紙是薄鳥之子紙，101頁著墨，扉頁列出了撰者名稱、和歌數目以及卷名，內題是「金葉和謌集卷第一 春哥」（如此類推），僅卷九的「哥」字部分寫作「部」，每半頁約三至五首和歌，和歌一行，總共十行，沒有奧書，成書於江戶時代中期:401-402。最後，蓬左文庫藏阿野實顯筆本，平澤五郎稱是長24.5厘米，寬17.5厘米的綴葉裝，深紺色封面，其左上方是寫有「金葉和哥集」的短冊題簽，料紙是厚布紋雁皮紙，110頁著墨，內題是「金葉和歌集卷第一 春哥」，除了有卷一和卷八以外，其餘各卷的「歌」字部分均寫作「哥」，每半頁約三至五首和歌，和歌一行，總共十行，卷末的安永5年3月21日（1776年5月8日）奧書則指出此版本出自阿野實顯手筆，成書於江戶時代初期:403-404。蓬左文庫則稱是長24.3厘米，寬17.7厘米，封面背面撒有金銀箔。

##### 第二種
屬於第二種的版本分別有宮內廳書陵部藏手抄廿一代集本、宮內廳書陵部藏萬治元年持明院基定手抄八代集本、松平家披雲閣藏手抄八代集本（A本）、松平家披雲閣藏手抄八代集本（B本）、學習院大學附屬圖書館藏手抄八代集本和慶應義塾大學圖書館藏延寶七年手抄廿一代集本:10-11。首先，宮內廳書陵部藏手抄廿一代集本，為長23.5厘米，寬17.2厘米的綴葉袋，鶴卍龜甲等剌繡香色布質封面，其左上方是寫有「金葉和歌集」的金泥水邊花草紋短冊題簽，封面背面是空押金紙，料紙是鳥之子紙，121頁著墨，內題是「金葉和歌集卷第一 春哥」，其中卷二、卷五和卷七的「歌」字部分寫作「哥」，每半頁約四至五首和歌，和歌一行，總共十行:405。其次，宮內廳書陵部藏萬治元年持明院基定手抄八代集本，為長25.4厘米，寬18.2厘米的綴葉裝，卍鳳凰紋金繡鶯色布質封面，其左上方是寫有「金葉和哥集」的金泥雲紋短冊題簽，封面背面是布紋金紙，料紙是鳥之子紙，115頁著墨，內題是「金葉和歌集卷第一 春哥」（如此類推），僅卷九的「和歌」部分寫作「咊謌」，卷七的卷名則缺少了「上」字，每半頁約四至五首和歌，和歌一行，總共十行，奧書是「萬治元年2月28日（1659年4月19日） 藤末葉基定」:406。
其三，松平家披雲閣藏手抄八代集本（A本），為長23.8厘米，寬17.7厘米的綴葉裝，花卉錦繡藍色布質封面，其中央部分是寫有「金葉和歌集」的金泥雲紋短冊題簽，封面背面是卍字紋空押布紋金紙，料紙是鳥之子紙，123頁著墨，內題是「金葉和歌集卷第一 春哥」（如此類推），每半頁約三至五首和歌，和歌一行，總共十行，推測成書於江戶時代中期或稍早的時期:408。其四，松平家披雲閣藏手抄八代集本（B本），為長23.8厘米，寬17.4厘米的綴葉裝，龜甲花紋錦繡紺色布質封面，其左上方是寫有「金葉和歌集」的金砂子淺綠色短冊題簽，料紙是金泥竹草花水邊的鳥之子紙，內題是「金葉和歌集卷第一 春哥」（如此類推），每半頁約三至五首和歌，和歌一行，總共十行，推測成書於江戶時代中期或稍早的時期:408-409。
其五，學習院大學附屬圖書館藏手抄八代集本，為長23.7厘米，寬17.1厘米的綴葉裝，葡萄蔓草和鳳凰紋錦繡紺色布質封面，其中央部分是寫有「金葉和歌集」的雲形金砂子絹布題簽，封面背面是布紋金紙，料紙是鳥之子紙，125頁著墨，內題是「金葉和歌集卷第一 春哥」（如此類推），僅卷七和卷九的「歌」字部分寫作「哥」，每半頁約三至五首和歌，和歌一行，總共十行，沒有奧書，推測成書於江戶時代初期或稍晚的時期:409。最後，慶應義塾大學圖書館藏延寶七年手抄廿一代集本，為長24厘米，寬16厘米的綴葉裝，淡茶色封面，其左上方是寫有「金葉和歌集」的短冊題簽，料紙是鳥之子紙，前後各一頁白紙，114頁著墨，內題是「金葉和謌集卷第一 春哥」，每半頁約三至五首和歌，和歌一行，總共十行，奧書方面，既有文明10年（1478年）藤原教國的奧書，也有中院通茂在延寶7年11月15日（1679年12月17日）以照高院本來進行校對，為妙法院宮堯然法親王的手筆的奧書:410-411。

##### 第三種
屬於第三種的版本分別有尊經閣文庫藏手抄廿一代集本和東北大學附屬圖書館藏手抄八代集本等等:10-11。首先，尊經閣文庫藏手抄廿一代集本，為長22.9厘米，寬16.5厘米的綴葉裝，花卉紋布質封面，其左上方是寫有「金葉和歌集」的短冊題簽，封面背面是金紙，料紙是鳥之子紙，115頁著墨，內題是「金葉和歌集卷第一 春哥」（如此類推），每半頁約三至五首和歌，和歌一行，總共十行:416-417。最後，東北大學附屬圖書館藏手抄八代集本，為長16.4厘米，寬17.1厘米的綴葉裝，深紺色封面，沒有題簽和外題，封面背面是金銀泥雲紋，料紙是鳥之子紙，前後各一頁和六頁白紙，149頁著墨，內題是「金葉和歌集卷第一 春哥」（如此類推），每半頁約兩至四首和歌，和歌上下句各一行，總共十行，沒有奧書，推測成書於江戶時代初期:417。

### 傳甘露寺經元本等數本
根據平澤五郎的說法，屬於此類的版本介乎於精撰本系類（京大本系）和中間本系類（長享本系）:260、270-271、283:6-10，分別有靜嘉堂文庫藏傳甘露寺經元筆八代集本、東洋文庫藏本、天理大學附屬天理圖書館藏吉田文庫本以及今治市河野美術館藏本等等:162。
首先，靜嘉堂文庫藏傳甘露寺經元筆八代集本，八代集九冊本之一，為長27.5厘米，寬19厘米的綴葉裝，茶褐色菊花金繡布質封面，封面背面的上半部分塗有金泥，下半部分呈茶褐色，有以墨繪成的波浪紋，絹短冊題簽上寫有「金葉和歌集」，116頁著墨，前後各一頁白紙，而在第80頁正面，卷八的兩首和歌（《國歌大觀》編號507與510）之間也有半頁是白紙，料紙是厚鳥之子紙，每半頁十行，詞書、歌人名以及和歌各一行，約三至四首和歌，內題是「金葉和歌集卷第一」（如此類推），第一頁左上方有琴山的極札，寫有「甘露寺殿經元卿金葉和歌集」，推測成書於室町時代後期，最晚也不超過近世初期，奧書則寫有「天治二年四月日依宣旨撰之 前木工頭源俊賴朝臣」，與東洋大學藏吉田幸一舊藏傳兼好筆本的奧書「天治二年四月日依 院宣撰之 撰者前木工頭俊賴」非常類似，總共收錄713首和歌和17首連歌，其中有44首未有收錄於流布本系類版本，分別是春部7首、夏部4首、秋部20首、冬部6首和戀部下7首，有超過一半承襲自續群書類從初度本系的版本:163-164。
其次，東洋文庫藏本，為長23.2厘米，寬17.2厘米的綴葉裝，金泥草花紋砥粉色網紋紙封面，並且撒有金切箔，左上方是題簽，為撒有金切箔的紅色短冊，寫有「金葉□□集」，□的部分已經褪色或剝落，封面背面則是網紋金紙，料紙是薄鳥之子紙，雙面書寫，124頁著墨，每半頁約三至四首和歌，詞書、歌人名以及和歌各一行，總共九至十行，內題是「金葉和哥集卷第一」（如此類推），奧書則記載各卷的和歌數目，不過由於夏部和雜部有缺漏，加上將卷末歌當成連歌，而連歌又當成是兩首，因此實際總共收錄的和歌數目是690首，17首連歌以及一首卷末歌:190-192。其三，天理大學附屬天理圖書館藏吉田文庫本，為長25.5厘米，寬18厘米的袋綴，金雲形紋藍色封面，沒有題簽和外題，卷頭的白紙有押紙，寫有「春 夏 秋 冬 賀」以及「別 戀上下 雜上下 此內連哥」，其下方則寫有「崇德院年號此集因白川法皇敕也 大治年中俊賴奉之」，料紙是楮紙，96頁著墨，每半頁是四至五首，詞書、歌人名以及和歌各一行，總共十二至十三行，內題是「金葉和謌集卷第一」（如此類推），沒有奧書，成書於江戶時代初期:196。
最後，今治市河野美術館藏本，江戶時代中期的手抄八代集本之一，為長25.4厘米，寬17.9厘米的綴葉裝，金色水邊草花紋縹色封面，左上方的短冊大小題簽寫有「金葉和歌集」五字，封面背面是金銀箔紋，料紙是鳥之子紙，111頁著墨，前後各一頁白紙，每半頁三至五首和歌，詞書、歌人名以及和歌各開新行，總共十行，內題是「金葉和歌集卷第一」（如此類推），總共收錄和歌679首以及連歌21首:209-210。

## 其他

### 三奏本
首先，平瀨陸舊藏傳藤原良經筆本，為長26.7厘米，寬17.6厘米的蝴蝶裝，後補的金銀切箔砂子封面，題簽寫有「金葉和謌集」，封面背面撒有金銀切箔砂子，料紙是厚楮紙，126頁著墨，內題是「金葉和謌集第一春九十七首」，不過實際上僅有90首，每半頁十一行，詞書、歌人名以及和歌上下句大致各一行，根據極札記載，此版本出自於九條良經的手筆，奧書則概述了金葉集的成立過程，另有一據傳是松田直兄所寫的書狀，指出此版本原來是上賀茂神社社家松下家的藏書，後來才落入其手中。缺漏方面，此版本缺少了卷一第50首至第56首的作者名稱「源雅兼朝臣」，另外卷二也缺少第129首的作者名稱「權僧正永緣母」至第130首的詞書，卷八則是缺失了第456首至第457首的作者名稱「伊賀少將」以及第501首:309:808。其次，國立歷史民俗博物館藏高松宮舊藏本，為長26.7厘米，寬19.7厘米的袋綴，淺蔥色直條紋藍砂子封面，外題是「金葉和歌集」，內題是「金葉和歌集第一」（如此類推），每半頁十行，和歌一首兩行，詞書隔三個空格，奧書則記載了《金葉集》的成立過程。

### 古筆切

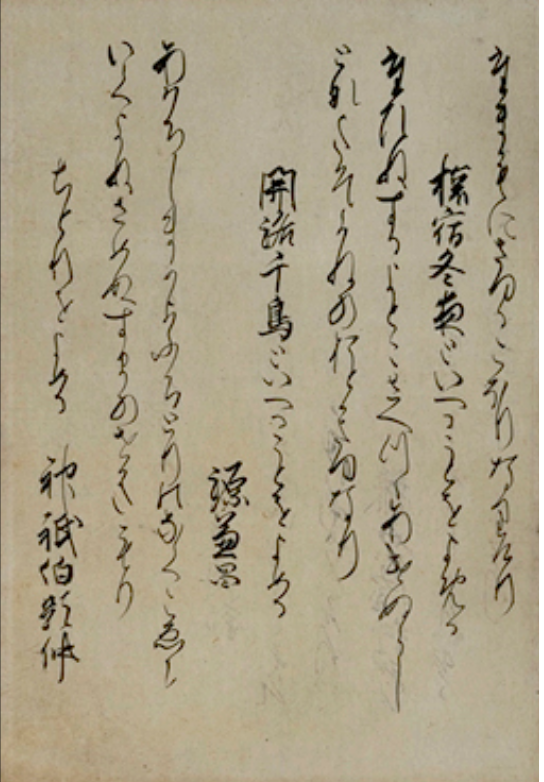
玉藻切

《金葉集》的古筆切有淺井切、小野切、金葉集切（箔切）、淨智切、進藤切、玉藻切和升底切等等。首先，淺井切原本是長25.2厘米，寬13.7厘米的蝴蝶裝，一面十一行，和歌兩行，傳出自後二條天皇手筆:16，收錄於國文學研究資料館藏「古筆手鑑」的部分是卷八戀下第483首的詞書至第484首的詞書:11，同時也有版本收錄於《古筆切影印解說》、《平成新修古筆資料集》和《出光美術館藏品圖錄》。
其次，小野切原本是長24.8厘米，寬13.7厘米的冊子本，料紙是雁皮紙，紙面有雲母，一面八行，和歌一行，傳出自二條為冬手筆:174，收錄於手鑑「藻鹽草」內的部分是卷二夏第118首（中納言女王作品）至第121首的歌人名（康資王母）:143。另外，也有版本收錄於《古筆手鑑大成》、《德川黎明會叢書 古筆手鑑篇》、《古筆學大成》和《古筆切影印解說》。
其三，金葉集切（箔切），根據春名好重的說法，原本是長20.5厘米，寬14厘米的冊子本，各撒有三層金銀砂子和金銀切箔，由於料紙有大量砂子和切箔，因此也稱為箔切，一面八至十行，和歌兩行，傳出自藤原為家手筆:309-310。另一方面，飯島春敬指是長19.5厘米，白色鳥之子紙，繪有鎌倉時代特有的槍霞:692，島谷弘幸則指金葉集切不同於其他為家的作品，相對地其料紙的裝飾類同於傳九條良經筆《紫式部日記繪卷》的詞書或內侍切:347。另外，金葉集切（箔切）也收錄於《古筆手鑑大成》、《德川黎明會叢書　古筆手鑑篇》、《古筆學大成》、德川美術館的《彩紙 料紙裝飾》（彩られた紙　料紙装飾）、五島美術館的《大和歌一千年》（やまとうた一千年）、梅澤家藏《錦木》（にしき木）、《假名古筆手鑑》（かな古筆てかがみ）、尚古會出版鈴木董編的《手鑑》（手かゞみ）、《日本古筆名葉集》、《日暮帖》、手鑑「翰墨城」、矢田勇的《夏山》（なつやま／なつ山）和《古筆大手鑑》:7。
其四，淨智切是四摺半的冊子本，和歌一行，根據《新撰古筆名葉集》記載，出自於覺助法親王的手筆:662。其五，進藤切是的名稱源於本來是近衛家中的進藤氏的藏品，原本是長15.7厘米，寬12.3厘米的冊子本，一面八行，和歌兩行，傳出自於平忠度的手筆，收錄於手鑑「見努世友」的部分是卷一春第68首的詞書，另外也收錄於《古筆學大成》和《出光美術館藏品圖錄》。
其六，玉藻切原本是長22厘米，寬15厘米的冊子本，一面八至九行，和歌兩行，傳出自於後鳥羽院的手筆:779，其中卷一斷簡有古筆了信的極書:285，原本是土浦藩主土屋政直的藏品，本來是列帖裝，在1948年分割成斷簡，成書於鎌倉時代前期，其中有39面，總共96首和歌為鶴見大學的藏品，屬於二度本中最接近初度本的版本，另有一長21.8厘米，寬15.3厘米的卷四斷簡為和泉市久保惣記念美術館的館藏。此外，玉藻切也收錄於《續續國文學古筆切入門》（続々国文学古筆切入門）、《古筆學大成》、《古筆切研究》 和《大和歌一千年》。
最後，根據春名好重的說法，升底切的名稱源於其大小像升一樣而得名，原本是長15.3厘米，寬15厘米的冊子本，料紙是雁皮紙，一面八至九行，和歌三至四行，有些部分的書風類似於藤原家隆的《熊野懷紙》:1104，收錄於手鑑「見努世友」的部分是卷二夏第100首，手鑑「翰墨城」的部分是卷三秋第166首和第188首的上句，手鑑「藻鹽草」則是卷三秋第188和第189首的上句，也收錄於《舞羅千東離》、《月影帖》、《古筆手鑑大成》、《續國文學古筆切入門》、《須磨寺塔頭正覺院所藏　古筆貼交屏風》 、《古筆學大成》、《平成新修古筆資料集》、《大東急紀念文庫善本叢刊》、《出光美術館藏品圖錄》、《大和歌一千年》和出光美術館的《平安的假名 鎌倉的假名》（平安の仮名　鎌倉の仮名）。

## 底本
底本方面，初度本分別收錄於《新編國歌大觀》和《合本八代集》，另有在1958年由靜嘉堂文庫出版的複製本。初撰二度本方面，聖母清心女子大學藏橋本公夏筆本收錄於《聖母清心女子大學古典叢書》和《金葉和歌集 公夏筆本》，中御門宣秀筆本則收錄於《西日本國語國文學會翻刻雙書》，該版本有烏丸光廣的奧書，《續群書類從》和《八代集全註》也有底本同樣屬於此系統。再撰二度本方面，《校訂金葉集》、《校註國歌大系》、《合本八代集》、《八代集全註》和《二十一代集》的底本均屬於其中的流布版本系類，其中《校註國歌大系》以正保4年（1647年）版普通刊本《八代集》為底本，並且以北村季吟的《八代集抄》來進行校對，中間本系類則有複製本《大宮御所舊藏 金葉和謌集》，精撰本系類方面，屬於終稿本系的聖母清心女子大學正宗敦夫文庫藏傳二條為明筆本收錄於《新編國歌大觀》、《新日本古典文學大系》和《金葉和歌集 上、下》，其中《新編國歌大觀》主要以尊經閣文庫藏傳二條為遠筆本來進行校對，並且參考了其他的二度本，又從流布本版本系類的正保版《二十一代集》以及天和版《八代集抄》本中增補了52首至卷末，同時將未收錄於底本的初撰二度本系橋本公夏本的72首以及中御門宣秀筆本的兩首和歌添加至解題頁，《聖母清心女子大學古典叢書》另有其複製本，聖母清心女子大學正宗敦夫文庫藏傳慈鎮筆本則收錄於《傳慈鎮筆 金葉和歌集》。三奏本方面，平瀨陸舊藏傳藤原良經筆本收錄於《新編國歌大觀》，不過由於平瀨陸舊藏傳藤原良經筆本已經難以辨悉，因此以1937年由國民精神文化研究所出版的珂羅版複製本來代替，並且主要以東洋大學藏吉田幸一舊藏傳二條為遠筆本來進行校對，也參考了《續群書類從》底本以及二度本，屬於東洋大學藏吉田幸一舊藏傳二條為遠筆本系的黑川本收錄於《聖母清心女子大學古典叢書》，國立歷史民俗博物館藏高松宮舊藏本的複製本則收錄於《高松宮舊藏本貴重典籍叢書》，此外《續群書類從》、岩波文庫的《三奏本金葉和歌集》、《合本八代集》和《八代集全註》也有底本屬於三奏本:807-811。

## 文化財
| 名稱                                    | 名義                                      | 所藏             | 指定日期       | 指定類型              | 參考資料      |
| --------------------------------------- | ----------------------------------------- | ---------------- | -------------- | --------------------- | ------------- |
| 今治市河野美術館藏傳藤原為家筆本（A本） | 紙本墨書金葉集 正德四年冷泉為久補寫之記有 | 今治市河野美術館 | 1938年9月5日   | 重要美術品            | [ 63 ]        |
| 平瀨陸舊藏傳藤原良經筆本                | 金葉和歌集（三奏本）                      | 個人藏           | 1941年7月3日   | 重要文化財            | [ 64 ] [ 65 ] |
| 小野切                                  | 手鑑「藻鹽草」（二百四十二葉）            | 京都國立博物館   | 1952年3月29日  | 國寶                  | [ 53 ]        |
| 升底切                                  | 手鑑「藻鹽草」（二百四十二葉）            | 京都國立博物館   | 1952年3月29日  | 國寶                  | [ 24 ] [ 67 ] |
| 升底切                                  | 手鑑「見努世友」（二百二十九葉）          | 出光美術館       | 1952年11月22日 | 國寶                  | [ 24 ] [ 50 ] |
| 進藤切                                  | 手鑑「見努世友」（二百二十九葉）          | 出光美術館       | 1952年11月22日 | 國寶                  | [ 56 ]        |
| 升底切                                  | 手鑑（百三十九葉）                        | 五島美術館       | 1953年3月31日  | 重要文化財            | [ 69 ] [ 50 ] |
| 升底切                                  | 手鑑「翰墨城」（三百十一葉）              | MOA美術館        | 1961年6月30日  | 國寶                  | [ 24 ]        |
| 金葉集切                                | 手鑑「翰墨城」（三百十一葉）              | MOA美術館        | 1961年6月30日  | 國寶                  | [ 56 ]        |
| 國學院大學圖書館藏傳為家筆本            | 金葉和歌集（二奏本）                      | 國學院大學       | 1982年6月5日   | 重要文化財            | [ 71 ]        |
| 升底切                                  | 古筆貼交屏風                              | 正覺院           | 1988年3月22日  | 兵庫縣 指定有形文化財 | [ 72 ]        |
| 金葉和歌集                              | 敕撰和歌集                                | 冷泉家時雨亭文庫 | 2000年6月27日  | 重要文化財            | [ 73 ]        |
| 金葉和歌集（二奏本）                    | 金葉和歌集（二奏本）                      | 九州國立博物館   | 2002年6月26日  | 重要文化財            | [ 74 ]        |

### 註解
1. ↑  八代集是《古今和歌集》、《後撰和歌集》、《拾遺和歌集》、《後拾遺和歌集》、《金葉和歌集》、《詞花和歌集》、《千載和歌集》和《新古今和歌集》的統稱[1]。
2. ↑  如果連同異本歌的話是717首[8]:156-158。
3. ↑  三代集是《古今和歌集》、《後撰和歌集》和《拾遺和歌集》的統稱[10]。
4. ↑  有吉保（日语：有吉保）指該人是覺雅法師[6]。
5. ↑  極札是指短冊大小的鑑定證明[14]。
6. ↑  詞書是指該和歌的主題和寫作動機等相關事宜[15]。
7. ↑  金襴是一種紡織品，指將貼於金箔上的紙剪碎後，通過平金絲（日语：金銀糸）的方式，應用於綾、繻子織（日语：繻子織）、羅和紗等以緯絲編織而成的紋樣上[18]。
8. ↑  不過，此和歌在《新編國歌大觀》中記載為是藤原知陰的作品[8]:158。
9. ↑  押紙是指黏貼於書籍內，並且寫有注意事項等的紙片，與便利貼不同的是，押紙是專指上下均完全黏貼上的紙片[22]。
10. ↑  木下華子和新美哲彥稱是靈岑[24]。
11. ↑  砂子是指將金箔和銀箔弄成粉，作為裝飾撒在上面[25]。
12. ↑  空押是指讓文字和圖案變得立體的一種裝幀方法[26]。
13. ↑  傳柳原業光筆本是村上忠順（日语：村上忠順）的舊藏，截至2021年3月26日仍然下落不明[27]:256。
14. ↑  由於是在文永12年（1275年）4月時改元為建治，因此實際寫法應是文永12年2月22日[29][30]。
15. ↑  切箔是指將金銀等的箔剪成不同大小形狀，然後撒在上面的一種裝飾[38]
16. ↑  相當於《新編國歌大觀》編號337[8]:148。
17. ↑  題不知則是指相關事宜不明，亦有可能是因為沒有記錄的價值而省略掉[40]。
18. ↑  相當於《新編國歌大觀》編號475和477[8]:151。
19. ↑  分是一宮紀伊和藤原永實的作品[8]:151。
20. ↑  中納言女王是敦明親王之女、女房（日语：女房）或藤原師實的女房，源賴綱（日语：源頼綱）之妻，源仲政（日语：源仲政）之母[51]。
21. ↑  康資王母之父是筑前守高階成順，由於她出仕於四條宮寬子而又名四條宮筑前，其母是伊勢大輔，其夫是延信王（日语：延信王），其子是康資王[52]。
22. ↑  相當於《新編國歌大觀》編號65，御匣殿（日语：御匣殿）作品[8]:142。
23. ↑  相當於《新編國歌大觀》編號95，藤原盛房（日语：藤原盛房）作品[8]:142。
24. ↑  相當於《新編國歌大觀》編號157和158，分別是藤原長實和土佐內侍（源經信之妻[60]）的作品[8]:142。
25. ↑  相當於《新編國歌大觀》編號177和178，分別是顯仲卿女（源顯仲（日语：源顕仲）之女，待賢門院堀河和上西門院兵衛（日语：上西門院兵衛）的姊妹[61]）和前中納言伊房（日语：藤原伊房）的作品[8]:142。

## 外部連結
- 國文學研究資料館的日本古典籍綜合目錄數據庫

- 國際日本文化研究中心的和歌數據庫
  -  （页面存档备份，存于）
  -  （页面存档备份，存于）
- （天保九年複製本，三奏本）

- 二度本
  -  （页面存档备份，存于）（國際日本文化研究中心的和歌數據庫）
  -  （页面存档备份，存于）（同志社大學藏傳園基任（日语：園基任）手抄本）
  -  （页面存档备份，存于）（二松學舍大學藏本）
  - 國學院大學圖書館
    -  （页面存档备份，存于）
    -  （页面存档备份，存于）（為家筆本上冊）
    -  （页面存档备份，存于）（為家筆本下冊）

  - 早稻田大學圖書館
    -  （页面存档备份，存于）（九曜文庫（日语：中野幸一）藏二十一代集本）
    -  （页面存档备份，存于）（上野理舊藏二十一代集本）
    -  （页面存档备份，存于）（九曜文庫藏村井順（日语：村井順 (国文学者)）舊藏八代集本）
    -  （页面存档备份，存于）（上野理舊藏傳本阿彌光悅筆八代集本）
    -  （页面存档备份，存于）（九曜文庫藏慕風子筆本）
    -  （页面存档备份，存于）（伊地知鐵男（日语：伊地知鉄男）文庫藏本）
    -  （页面存档备份，存于）（竹內惟庸筆本）
    -  （页面存档备份，存于）（二條家舊藏上野理舊藏本）
    -  （页面存档备份，存于）（九曜文庫藏村井順舊藏本）
    -  （页面存档备份，存于）（二十一代集本）

- 初撰二度本系
  -  （页面存档备份，存于）（宮內廳書陵部藏園林文庫舊藏本，第一類）
  - （中御門宣秀筆本，第二類）
  -  （页面存档备份，存于）（聖母清心女子大學正宗敦夫文庫藏橋本公夏筆本，第三類）

- 再撰二度本系
  - 草稿本系
    - 第二類
      -  （页面存档备份，存于）（國立歷史民俗博物館藏高松宮舊藏傳飛鳥井雅教筆本，第一種）
      -  （页面存档备份，存于）（聖母清心女子大學正宗敦夫文庫藏天文十六年釋雲岑筆本，第一種）
      - （九州大學附屬圖書館藏細川文庫八代集本，第二種）

    - 第三類
      -  （页面存档备份，存于）（宮內廳書陵部藏堀河具世筆八代集本，第一種）
      -  （页面存档备份，存于）（聖母清心女子大學正宗敦夫文庫藏手抄本，第一種）
      -  （页面存档备份，存于）（聖母清心女子大學正宗敦夫文庫藏岡田真氏舊藏本，第二種）
      -  （页面存档备份，存于）（聖母清心女子大學正宗敦夫文庫藏聖護院覺譽法親王筆本，第三種）
      - （九州大學附屬圖書館藏傳飛鳥井雅春筆本，第三種）
      -  （页面存档备份，存于）（宮內廳書陵部藏手抄永正八年奧書本，第三種）
      -  （页面存档备份，存于）（宮內廳書陵部藏手抄本）
      -  （页面存档备份，存于）（國學院大學圖書館藏傳楠木正虎筆本）

  - 終稿本系（第一類）
    - 第一種
      -  （页面存档备份，存于）（聖母清心女子大學正宗敦夫文庫藏二條為明筆本）
      -  （页面存档备份，存于）（聖母清心女子大學正宗敦夫文庫藏二條為忠筆本）

    - 第二種
      -  （页面存档备份，存于）（宮內廳書陵部藏傳藤原為家筆本）
      -  （页面存档备份，存于）（宮內廳書陵部藏手抄本）
      -  （页面存档备份，存于）（宮內廳書陵部藏傳二條為定筆本）
      -  （页面存档备份，存于）（宮內廳書陵部藏傳後醍醐天皇以下三筆本）
      -  （页面存档备份，存于）（聖母清心女子大學正宗敦夫文庫藏山崎宗鑑筆本）
      -  （页面存档备份，存于）（聖母清心女子大學正宗敦夫文庫藏傳藤原為家筆本，升底切）
      -  （页面存档备份，存于）（聖母清心女子大學正宗敦夫文庫藏傳藤原為家筆本）
      -  （页面存档备份，存于）（聖母清心女子大學正宗敦夫文庫藏傳慈鎮筆本）

  - 中間本系類
    - 第一類和第三類
      -  （页面存档备份，存于）（宮內廳書陵部藏廿一代集本，第一類）
      -  （页面存档备份，存于）（內閣文庫藏手抄本，第三類）

    - 第二類
      -  （页面存档备份，存于）（聖母清心女子大學正宗敦夫文庫藏長享元年空濟奧書本）
      -  （页面存档备份，存于）（聖母清心女子大學正宗敦夫文庫藏手抄本）
      -  （页面存档备份，存于）（宮內廳書陵部藏飛鳥井雅章筆廿一代集本）
      -  （页面存档备份，存于）（宮內廳書陵部藏手抄八代集本）
      -  （页面存档备份，存于）（宮內廳書陵部藏嘉永五年鷹司政通令手抄本）

  - 流布本系類
    -  （页面存档备份，存于）（正保版二十一代集）
    -  （页面存档备份，存于）（天和版八代集抄本，北村季吟）
    -  （页面存档备份，存于）（宮內廳書陵部藏手抄八代集本，第一類）
    -  （页面存档备份，存于）（宮內廳書陵部藏手抄廿一代集本，第二類第一種）
    -  （页面存档备份，存于）（宮內廳書陵部藏手抄廿一代集本，第二類第二種）

- 底本
  -  （页面存档备份，存于）
  -  （页面存档备份，存于）（二十一代集）
  -  （页面存档备份，存于）（日本歌學全書）
  -  （页面存档备份，存于）（國歌大觀）
  -  （页面存档备份，存于）（國民精神文化研究所複製本）